# 釜戶站
釜戶站（日语：／ Kamado eki */?）是東海旅客鐵道（JR東海）中央本線的鐵路車站，位於日本岐阜縣瑞浪市釜戶町東大島。

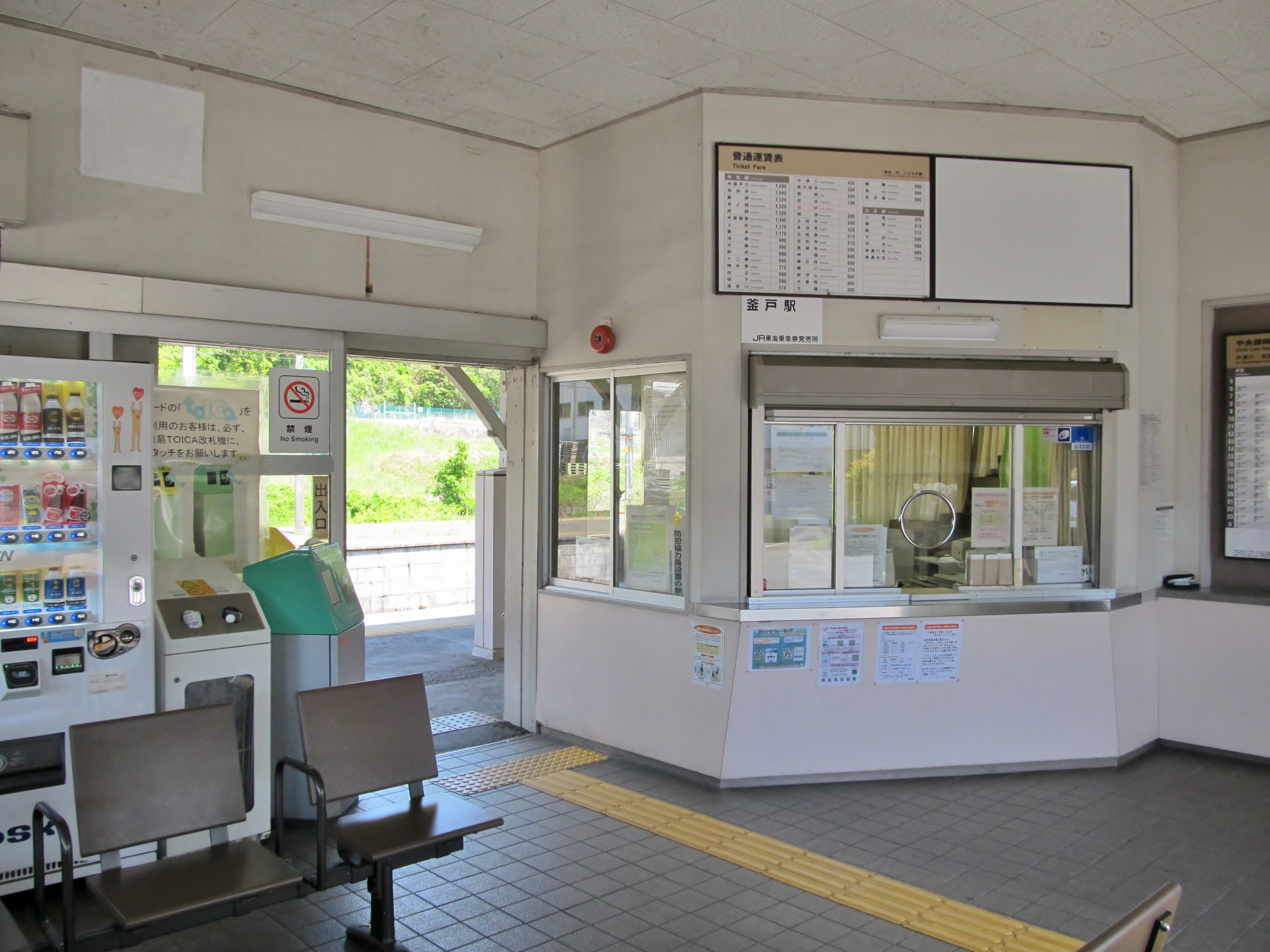
驗票口（2024年5月）

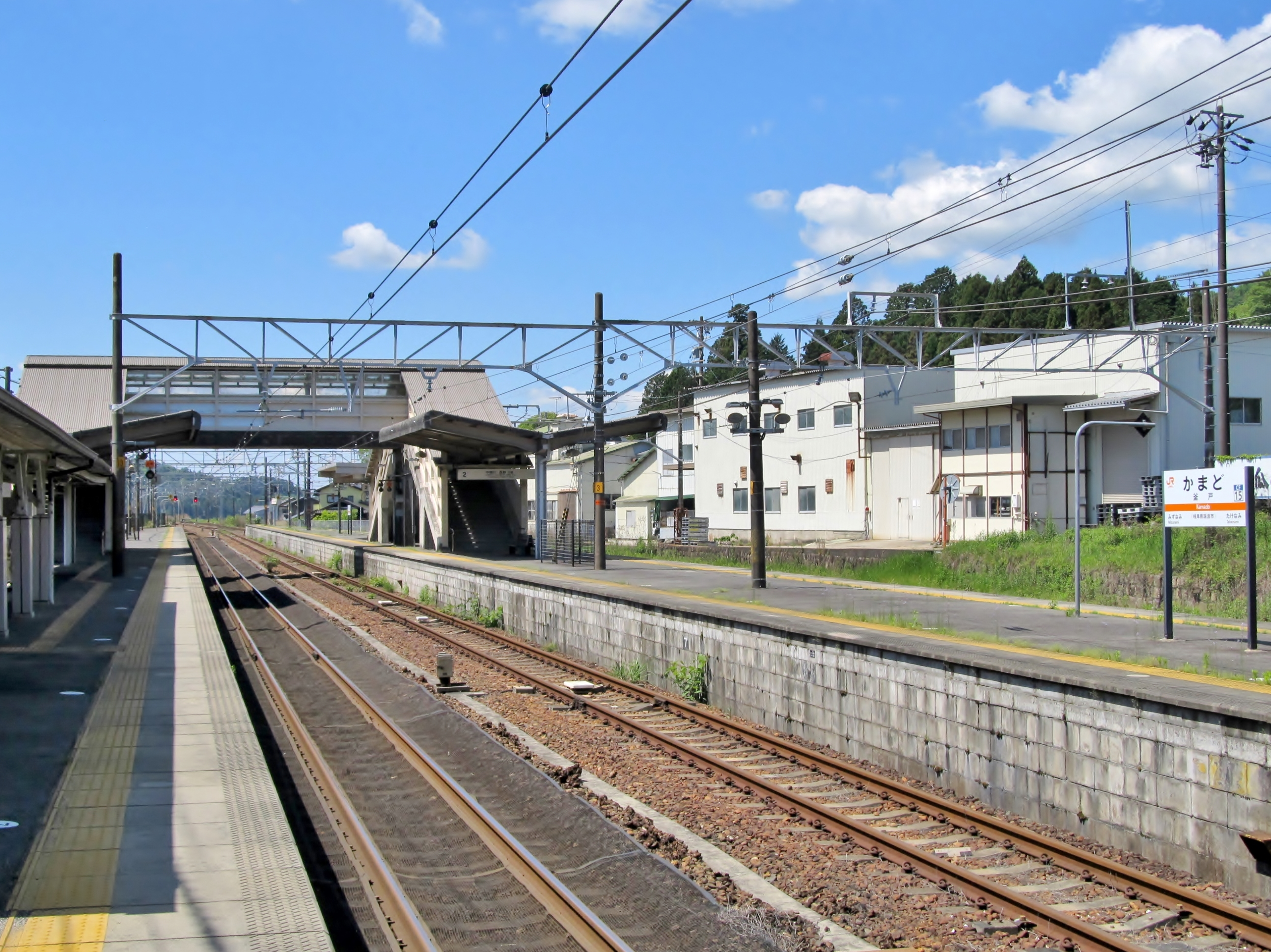
月台（2024年5月）

## 歷史
- 1902年（明治35年）12月21日：開業，為鐵道省的一個車站。
- 1949年（昭和24年）6月1日：成為日本國有鐵道的一個車站。
- 1984年（昭和59年）1月10日：貨運業務停止辦理。
- 1984年（昭和59年）2月1日：行李業務停止辦理。
- 1987年（昭和62年）4月1日：國鐵分割民營化，成為東海旅客鐵道的一個車站。
- 2006年（平成18年）11月25日：本站可以使用TOICA。

## 車站結構
本站為側式月台1面1線和島式月台1面2線的地面車站，站內設有驗票閘門。

### 月台配置
| 月台 | 路線     | 方向 | 目的地             | 備註     |
| ---- | -------- | ---- | ------------------ | -------- |
| 1    | 中央本線 | 上行 | 多治見、名古屋方向 |          |
| 2    | 中央本線 | 上行 | 多治見、名古屋方向 | 待避列車 |
| 3    | 中央本線 | 下行 | 中津川、長野方向   |          |

## 车站周边
- 中山道大湫宿
- 龍吟瀑布
- 白狐温泉
- 釜户温泉
- 東濃信用金庫 釜戶支店
- 瑞浪市立釜户小学
- 瑞浪市立釜户中学
- 国道19号
- 下街道

## 相鄰車站
東海旅客鐵道（JR東海）
 中央本線
■快速、■普通
武並（CF16）－釜戶（CF15）－瑞浪（CF14）

### 來源
1. 1 2  駅構内の案内表記。これらはJR東海公式サイトの各站時刻表 （页面存档备份，存于）で参照可能（駅掲示用時刻表のPDFが使われているため。2015年1月現在）。